# Hippocampus satomiae

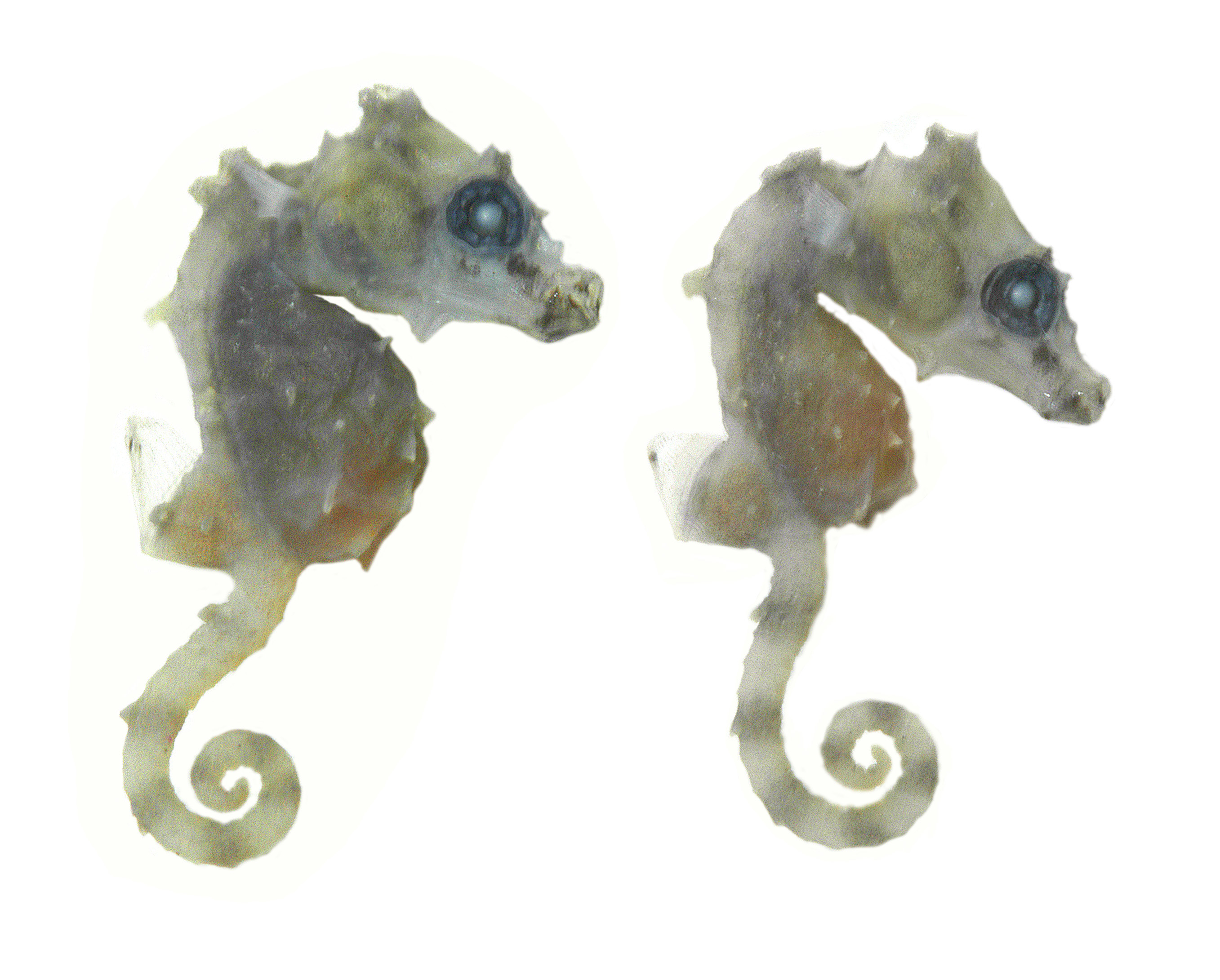
Espécimen tipo de H. satomiae

Hippocampus satomiae es una especie de pez de la familia Syngnathidae.
Su nombre proviene de Satomi Onishi, la guía de buceo que recolectó los primeros especímenes, en Indonesia, en el año 2008.
Sus 14 mm de talla, le convierten en la especie más pequeña de caballito de mar, entre las 54 especies conocidas de Hippocampus.

## Morfología
Como señas de identidad propias y diferenciadoras, presenta un tamaño extremadamente pequeño, desde los 3mm hasta los 1,4 cm, 12 anillos en el tronco, 27-28 anillos en la cola, 13 radios en la aleta dorsal, 9 radios en la aleta pectoral, aleta anal pequeña o ausente, área de cría en machos anterior al ano, espina bien desarrollada en el morro, entre los ojos; espinas dobles grandes encima de los ojos, también espinas presentes en ángulos laterales y ventrales entre los anillos y cresta del tronco.
Desprovistos de aleta caudal, que se ha visto modificada en forma de una cola prensil que les permite fijarse sobre macroalgas, plantas y gorgonias. Las aletas pectorales y la dorsal son muy ténues y tienen forma de abanico. La dorsal impulsa los desplazamientos horizontales, está situada a su espalda y la agita unas 3 veces y media por segundo. Las pectorales impulsan los movimientos verticales. 
De color blanco, marrón pálido o grisáceo. Con manchas rojas en opérculo y superficie dorso-lateral, y bandas marrones transversales en cola.
Las diferencias entre sexos son fácilmente distinguibles, los machos presentan un vientre más abultado de forma redondeada, mientras que en la hembra, éste finaliza en forma de ángulo de 90° con la cola.

## Hábitat y distribución
Viven cerca de las costas. Se trata de una especie no migratoria que se encuentra entre los 15 y 20 m de profundidad. Normalmente se encuentra en grupos de 3 a 5 individuos en el fondo, sobre gorgonias o corales del género Nepthea. Habitan en frentes de arrecifes. Son de hábitos más nocturnos, durante el día es muy difícil verlos.
Se distribuyen en aguas tropicales del océano Pacífico, en Indonesia, Derawan y Lembeh Strait (Célebes), también en el norte de Borneo y Malasia.

## Alimentación
Los hipocampos en general son depredadores voraces. Sus ojos, que tienen movilidad independiente entre sí, les ayudan a reconocer sus presas, pequeños crustáceos que forman parte del zooplancton. Tragan enteras a sus presas al no disponer de dientes, y se ven obligados a consumir grandes cantidades de comida para compensar su rápida e ineficiente digestión, al no poseer estómago. Se alimentan de pequeños invertebrados y larvas planctónicas, que aspiran gracias a su hocico en forma de pipeta, provocando un ruido seco con cada aspiración.

## Reproducción
Son incubadores estacionales. El macho y la hembra se entrelazan con la cola. Después de una danza nupcial, en esta posición, la hembra traspasa los huevos de su cloaca, con ayuda de una papila genital, u ovopositor, de unos 3 mm de largo,  a la bolsa ventral, o incubatriz, de los machos. Su interior está recubierto de suave tejido y dispuesta en compartimentos, para mantener cada huevo separado.
El macho puede juntarse con varias hembras que le dejan huevos, se desarrollan en esta bolsa hasta los 50 o 60 días, y eclosionan dentro ella. El nacimiento o eyección de los jóvenes parece ser agotador para el padre. Agarrándose firmemente con la cola sobre un soporte, frota su bolsa contra una concha o roca hasta que salen los alevines, con fracciones de sus tejidos internos. Los recién nacidos son de color negro intenso, de 3 mm de tamaño y aspecto similar a los adultos. Los primeros días, los alevines entrarán y saldrán de la bolsa, según haya peligro o no en el exterior.